# Touria Skalli
Pour les articles homonymes, voir Skalli.
Touria Skalli (en arabe : تريا الصقلي), née en 1955 à El Jadida, est une femme politique marocaine. 
Elle est élue députée dans la liste nationale lors des élections législatives marocaines de 2016 avec le Parti du progrès et du socialisme. Elle fait partie du groupe parlementaire du même parti et elle est membre active de la Commission des secteurs sociaux.